# Totenmesskapelle

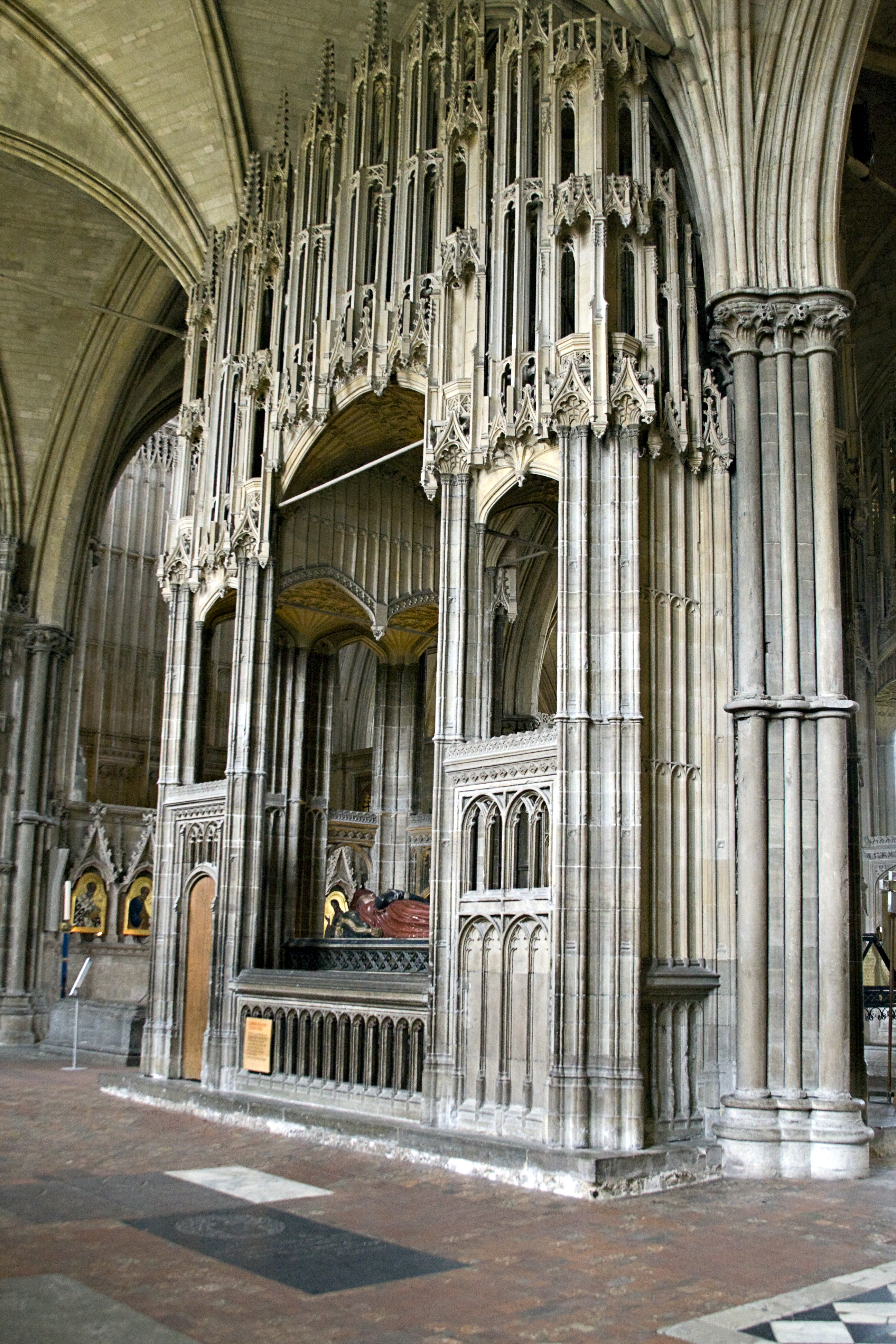
Chantry chapel für Kardinal Henry Beaufort in der Kathedrale von Winchester

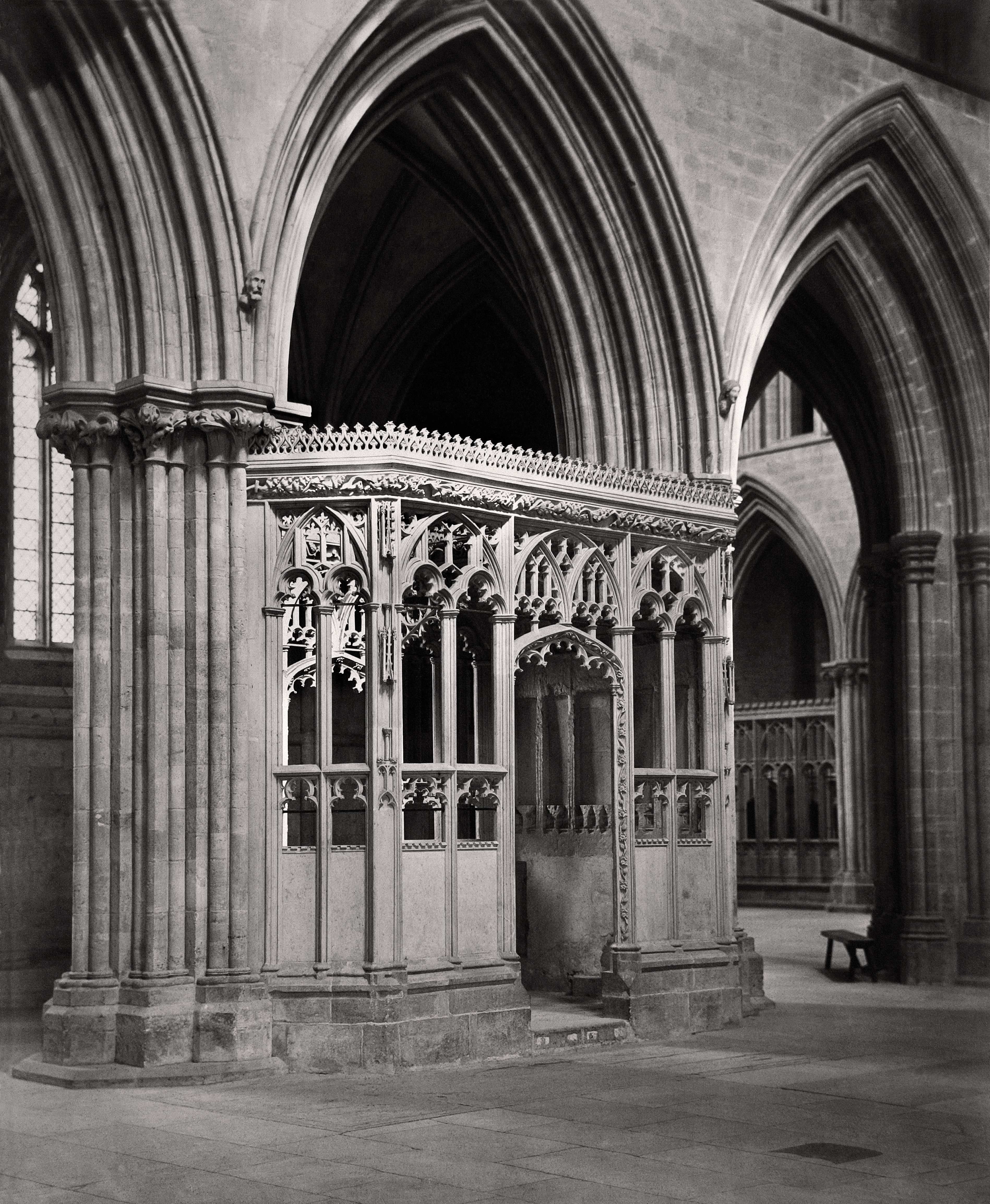
Chantry chapel in der Kathedrale von Wells

Eine Totenmesskapelle (englisch: Chantry chapel) war eine in englischen Kirchen des 14. bis 16. Jahrhunderts verbreitete Gedenkstätte meist in der Art eines abgeteilten Altarraums, die für Messstiftungen für das Seelenheil eines Verstorbenen bestimmt war. Regelmäßig kamen hierzu Priester zum Einsatz, die aus den Erlösen der Stiftungen versorgt wurden.

## Geschichte
Die englische Bezeichnung Chantry chapel leitet sich vom lateinischen cantaria ab. Einrichtungen dieser Art bestanden seit dem 12. Jahrhundert. So stiftete Eduard I. von England Totenmessen für seine Gemahlin Eleonore von Kastilien. Ihren Höhepunkt erlebten die Totenmesskapellen nach der Pestepidemie 1348. Wohl die spätesten Totenmesskapellen sind die Kapelle für Bischof West in der Kathedrale von Ely (1534) und die Kapelle für Bischof Gardiner in Winchester (um 1540). Unter Heinrich VIII. und seinem Nachfolger Eduard VII. wurden die Chantry-Stiftungen 1545 und 1547 abgeschafft und zugunsten der Krone eingezogen.

## Anlage
Ihre charakteristische Form bildeten die Totenmesskapellen in Miniaturbauwerken aus, die in Kathedralen oder großen Pfarrkirchen eingerichtet wurden. Sie erinnern an steinerne Käfige und wurden in der Regel unter den Bögen der Arkaden errichtet, bevorzugt im Chor in der Nähe des Hochaltars. Die ersten Totenmesskapellen wurden im Langhaus der Kathedrale von Winchester errichtet. Zahlreiche Totenmesskapellen finden sich auch in der Kathedrale von Ely und in der Kirche von Tewkesbury. Besonders aufwändig sind die Kapellen für Kardinal Henry Beaufort († 1447) und Bischof William Waynflete († 1486) im Retrochor der Kathedrale von Winchester mit zweistöckigem Fialenwerk. In der Kathedrale von Canterbury wurde von 1438 bis 1440 die Totenmesskapelle für Heinrich IV. mit einem Fächergewölbe errichtet. Westminster Abbey besitzt u. a. die Totenmesskapelle für Heinrich V. von John Thirsk, die eine Brücke über den Chorumgang bildet. In den Pfarrkirchen, vor allem den ostenglischen Wollkirchen, waren holzgezimmerte Ausführungen vorherrschend.